# Makai Péter
Makai Péter (Hódmezővásárhely, 1932. december 4. – Budapest, 1991. november 7.) operarendező, díszlet- és jelmeztervező. Bánffy Miklóshoz vagy Oláh Gusztávhoz hasonlóan a rendezést és a látványt produkcióiban egységes koncepcióban dolgozta ki.

## Élete
Makai Ödön ügyvéd és József Etelka fia. Születésénél jelen volt József Attila is. Édesapja halála után családjával Hódmezővásárhelyről Balatonszárszóra, majd 1938-ban Budapestre költözött. A fővárosban végezte iskoláit. Rajztehetsége már gyermekkorában megnyilvánult. 1952 és 1956 között Horvai István, Major Tamás és Nádasdy Kálmán tanítványa volt a Színház- és Filmművészeti Főiskola színházi rendező szakán.
A végzés után segédrendező és tervező lett a Magyar Állami Operaházban. Az 1959–60-as évadban hasonló pozíciót töltött be a Nemzeti Színházban. 1960 őszétől a Szegedi Nemzeti Színház rendezője volt. 1964. augusztus 1-jétől szerződtette vissza az Operaház, ahol pályája végéig működött tervezőként és rendezőként. 1989-ben vezető tervezővé nevezték ki. 1978-tól tanított is a Képzőművészeti Főiskola szcenikai szakán.
187 produkcióban működött közre különféle színházakban és műfajokban Magyarországon és külföldön.

## Művészete
Akik ismerték, azokban – ha rá gondolnak – először bizonyosan egyfajta gyengéd, szinte a gyermekek iránti szeretethez hasonlítható érzés merül fel: sokuk számára „Péterke” volt ő, mert jó volt és naiv, szelíd és minden hiúságtól mentes. És annyira önzetlen és elfogulatlan, amilyen ember az opera és a színház világában szinte nem is létezik. Holott szelídsége, bölcs derűje mögött mélységes melankólia rejtőzött, amit tapintatból teljességgel elrejtett mások elől. Szerénysége hatalmas tudásanyagot, rendkívüli műveltséget takart. Ilyen egyetemes képzőművészeti, irodalmi, színháztörténeti és zenei felkészültséggel a hazai operai berkekben Oláh Gusztáv óta csak igen kevesen rendelkeztek. Másféle körülmények között, s ha – éppen emberi tisztasága révén – nem hiányzott volna belőle az önzés és az „önmegvalósítás" igénye, Makai Péter legalább olyan „sztár” lett volna, mint például Jean-Pierre Ponnelle. A színház hihetetlenül lekötötte érdeklődését, szeretetét. Nem lehetett olyan fáradt vagy beteg, hogy ne foglalkozott volna, akár egészségét veszélyeztetve is, munkájával, és ne segített volna önzetlenül bárkinek a színészi játék, a dramaturgia, a rendezés, a tervezés vagy kivitelezés bármilyen gondját megoldani. Két kézzel adta, szórta kincseit a színház, minden jó színház javára.
Munkásságának első évtizedében jó néhány előadást rendezett (Eljegyzés a kolostorban, Ariadne Naxos szigetén, Szöktetés a szerájból, A cigánybáró, János vitéz), más produkciókhoz a díszletek és jelmezek terveit készítette. És amikor 1967-ben Richard Strauss Ariadne Naxos szigetén című operáját maga rendezte, és annak díszleteit s jelmezeit is elkészítette, a produkcióval páratlan tehetségű, univerzális operaszínházi egyéniség mutatkozott be a magyar operakultúrában.
Néhány év múlva minden keserűség nélkül átállt arra a pályára, amit az élet megengedett neki, nem rendezett többé, más rendezők előadásaihoz tervezett díszletet, jelmezt, amelyekkel pompás lehetőséget kínált a művek színpadi megvalósításához azoknak, akik élni tudtak vele. Tisztában volt azzal, hogy a jó díszlet alaprajzában és látványanyagában meghatározhatja az előadást. Falstaffja, amelyet 1966-ban tervezett, máig semmit nem veszített frissességéből, modernségéből, játékosságából és költészetéből. Makai tervezői stílusa – bár egyénisége félreismerhetetlenül megnyilatkozott minden munkájában – rendkívül sokféle tudott lenni. Egy-két stilizált és variábilis elemmel tökéletes Rómeó és Júliát produkált a Színművészeti Főiskola parányi színpadán, máskor megnemesített, megemelt naturalista előadást hozott létre Janáček Jenůfájához, élettel, iróniával töltötte meg az úgynevezett elidegenített brechti színpadot a Mahagonnyban. A modern, látványos színház és a wagneri romantika egységét teremtette meg A bolygó hollandi szegedi előadásához, s a mozarti zene lényegét ragadta meg Az álruhás kertészlány, stilizált, festői hátterével. Legjelentősebb munkáiban lelke valami különös, fájdalmas módon rezonált a művek legmélyén rejtőző titkokra. Ilyen volt a Werther színpadképe, amelyben elszorult torokkal éreztük meg Makai Péter önvallomását Werther magányában és halálra készülődésében. És ilyen mély szomorúsággal átitatott szépség, lírai drámaiság jellemzi A láng című Respighi-opera díszleteit és jelmezeit, melyekkel meghódította a Buenos Aires-i, a madridi és a barcelonai közönséget.

## Díjai
- 1975 – Erkel Ferenc-díj
- 1984 – Oláh Gusztáv-emlékplakett
- 1989 – Érdemes művész